# Показатель Ангстрема
Показатель Ангстрема — название показателя степени в формуле зависимости оптической толщины аэрозоля от длины волны.
В зависимости от распределения частиц по размеру спектральная зависимость оптической толщины аэрозоля имеет приближённый вид
{\displaystyle {\frac {\tau _{\lambda }}{\tau _{\lambda _{0}}}}=\left({\frac {\lambda }{\lambda _{0}}}\right)^{-\alpha },}
где {\displaystyle \tau _{\lambda }} — оптическая толщина для длины волны {\displaystyle \lambda },  {\displaystyle \tau _{\lambda _{0}}} — оптическая толщина на стандартной длине волны {\displaystyle \lambda _{0}}.  Если известны оптическая толщина для некоторой длины волны и показатель Ангстрема, то для другой длины волны оптическую толщину можно вычислить. На практике измерения оптической толщины слоя аэрозоля проводятся для двух различных длин волн, показатель Ангстрема вычисляется по данной формуле. Затем можно вычислить оптическую толщину данного слоя для других длин волн в пределах границ применимости данной формулы.
При измерении оптической толщины {\displaystyle \tau _{\lambda _{1}}\,} и {\displaystyle \tau _{\lambda _{2}}\,} измеряются для двух различных длин волн  {\displaystyle \lambda _{1}\,} and {\displaystyle \lambda _{2}\,}, в результате показатель Ангстрема равен
{\displaystyle \alpha =-{\frac {\log {\frac {\tau _{\lambda _{1}}}{\tau _{\lambda _{2}}}}}{\log {\frac {\lambda _{1}}{\lambda _{2}}}}}.\,}
Показатель Ангстрема обратно пропорционален размеру частицы аэрозоля: чем меньше частица, тем больше значение показателя. Следовательно, показатель Ангстрема является важным параметром для определения размера частиц в атмосферном аэрозоле и определения зависимости оптических свойств аэрозоля или облака от длины волны. Например, капли в облаке, обычно обладающие крупным размером и малым показателем Ангстрема, обладают оптической толщиной, слабо зависящей от длины волны. Такие значения показателей Ангстрема периодически определяются в рамках проекта AERONET.